# ペレグリン・バーティー (第3代アンカスター＝ケスティーヴァン公爵)
第3代アンカスター＝ケスティーヴァン公爵ペレグリン・バーティー（英語: Peregrine Bertie, 3rd Duke of Ancaster and Kesteven PC、1714年 – 1778年8月12日）は、グレートブリテン王国の貴族。1715年から1723年までウィロビー・ディ・アーズビー卿、1735年から1742年までリンジー侯爵の儀礼称号を使用した。

## 生涯
第2代アンカスター＝ケスティーヴァン公爵ペレグリン・バーティーとジェーン・ブラウンローの長男として生まれ、1742年に父が死去すると爵位を継承した。
1742年から1778年まで式部卿とリンカンシャー統監を、1755年から1765年まで寝室侍従を、1766年から1778年まで主馬頭を務めた。また、軍階では1755年に少将に、1759年に中将に、1772年に大将になった。
1778年8月12日に死去、息子ロバートが爵位を継承した。

## 家族

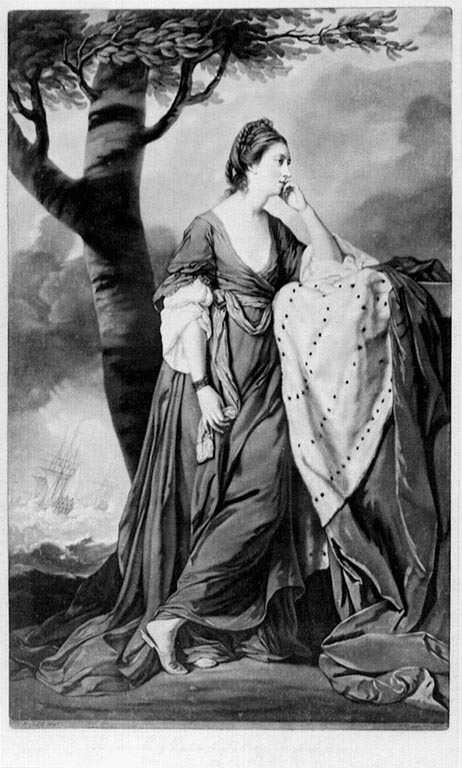
アンカスター＝ケスティーヴァン公爵夫人メアリー・パントン

1735年5月22日、エリザベス・ブランデル（Elizabeth Blundell、1743年12月没、ウィリアム・ブランデルの娘で相続人）と結婚したが、2人は子供をもうけなかった。1750年11月27日、メアリー・パントン（1793年10月19日没、トマス・パントンの娘）と再婚、3男3女をもうけた。
- メアリー・キャサリン（1754年4月14日 – 1767年4月12日）
- ペレグリン・トマス（1755年5月21日 – 1758年12月12日）
- 息子（1759年9月14日） - 夭折
- ロバート（1756年10月17日 – 1779年7月8日） - アンカスター＝ケスティーヴァン公爵
- プリシラ（1761年2月16日 – 1828年12月29日） - ウィロビー・ディ・アーズビー女男爵
- ジョージアナ・シャーロット（1761年8月7日 – 1838年6月23日） - 1791年4月25日、初代チャムリー侯爵ジョージ・チャムリーと結婚